# كرة الفيفا الذهبية 2010
كرة الفيفا الذهبية 2010 هي جائزة فردية عالمية تمنح لأفضل لاعب كرة قدم في سنة 2010. تعتبر جائزة هذه السنة هي النسخة الخامسة والخمسين لجائزة الكرة الذهبية التي بدأت سنة 1956 والتي كانت تمنح من مجلة فرانس فوتبول، بينما هي النسخة الثانية من كرة الفيفا الذهبية التي هي نتيجة اندماج الجائزة التي تقدمها فرانس فوتبول والفيفا سنة 2010.
فاز بالكرة الذهبية لسنة 2010 الأرجنتيني ليونيل ميسي لاعب نادي برشلونة للمرة الثانية في تاريخه الثانية على التوالي.

## الفائزين

### الكرة الذهبية (رجال)
المرشحون الثالثة لجائزة كرة الفيفا الذهبية 2010:
| الترتيب | اللاعب         | البلد     | النادي  | النقاط |
| ------- | -------------- | --------- | ------- | ------ |
| الأول   | ليونيل ميسي    | الأرجنتين | برشلونة | 22.65% |
| الثاني  | أندريس إنييستا | إسبانيا   | برشلونة | 17.36% |
| الثالث  | تشافي          | إسبانيا   | برشلونة | 16.48% |

المرشحين الآخرين:
| الترتيب | اللاعب              | البلد      | النادي            | النقاط  |
| ------- | ------------------- | ---------- | ----------------- | ------- |
| 4       | ويسلي سنايدر        | هولندا     | إنتر ميلان        | 14.48 % |
| 5       | دييغو فورلان        | الأوروغواي | أتلتيكو مدريد     | 7.61 %  |
| 6       | كريستيانو رونالدو   | البرتغال   | ريال مدريد        | 3.92 %  |
| 7       | إيكر كاسياس         | إسبانيا    | ريال مدريد        | 2.90 %  |
| 8       | دافيد فيا           | إسبانيا    | فالنسيا / برشلونة | 2.25 %  |
| 9       | ديدييه دروغبا       | ساحل العاج | تشيلسي            | 1.68 %  |
| 10      | تشابي ألونسو        | إسبانيا    | ريال مدريد        | 1.52 %  |
| 11      | كارليس بويول        | إسبانيا    | برشلونة           | 1.43 %  |
| 12      | صامويل إيتو         | الكاميرون  | إنتر ميلان        | 1.37 %  |
| 13      | مسعود أوزيل         | ألمانيا    | ريال مدريد        | 1.21 %  |
| 14      | آريين روبن          | هولندا     | بايرن ميونخ       | 1.16 %  |
| 15      | توماس مولر          | ألمانيا    | بايرن ميونخ       | 0.91 %  |
| 16      | باستيان شفاينشتايغر | ألمانيا    | بايرن ميونخ       | 0.75 %  |
| 17      | مايكون              | البرازيل   | إنتر ميلان        | 0.57 %  |
| 18      | أسامواه جيان        | غانا       | سندرلاند          | 0.46 %  |
| 19      | جوليو سيزار         | البرازيل   | إنتر ميلان        | 0.22 %  |
| 20      | سيسك فابريغاس       | إسبانيا    | أرسنال            | 0.22 %  |
| 21      | ميروسلاف كلوزه      | ألمانيا    | بايرن ميونخ       | 0.19 %  |
| 22      | فيليب لام           | ألمانيا    | بايرن ميونخ       | 0.05 %  |
| 23      | داني ألفيس          | البرازيل   | برشلونة           | 0.05 %  |

### الكرة الذهبية (سيدات)
| الترتيب | اللاعب         | البلد    | النادي             | النقاط  |
| ------- | -------------- | -------- | ------------------ | ------- |
| الأول   | مارتا          | البرازيل | جولد برايد         | 38.20 % |
| الثاني  | بريجيت برينتس  | ألمانيا  | فرانكفورت          | 15.18 % |
| الثالث  | فاتمير باجرماج | ألمانيا  | التوربينات بوتسدام | 9.96 %  |

المرشحين السبعة الآخرين:
| الترتيب | اللاعب         | البلد            | النادي                            | النقاط |
| ------- | -------------- | ---------------- | --------------------------------- | ------ |
| 4       | كيلي سميث      | إنجلترا          | بوسطن بريكرز                      | 9.29 % |
| 5       | آبي وامباك     | الولايات المتحدة | واشنطن فريدوم                     | 6.25 % |
| 6       | جي سو يون      | كوريا الجنوبية   | كلية هانيانغ النسائية             | 5.24 % |
| 7       | كرستين سينكلير | كندا             | جولد برايد                        | 4.42 % |
| 8       | هوب سولو       | الولايات المتحدة | سانت لويس أثليتيكا / أتلانتا بيات | 3.85 % |
| 9       | كارولين سيجر   | السويد           | فيلادلفيا أندبيندنت               | 3.64 % |
| 10      | كاميل أبيلي    | فرنسا            | جولد برايد / ليون                 | 3.38 % |

### مدرب السنة لكرة القدم (رجال)
| الترتيب | المدرب           | البلد    | الفريق       | ملاحظات |
| ------- | ---------------- | -------- | ------------ | ------- |
| الأول   | جوزيه مورينيو    | البرتغال | إنتر ميلان   | 35.92%  |
| الثاني  | فيسنتي ديل بوسكي | إسبانيا  | إسبانيا      | 33.08%  |
| الثالث  | بيب غوارديولا    | إسبانيا  | نادي برشلونة | 8.45%   |

### مدرب السنة لكرة القدم (سيدات)
| الترتيب | المدرب/ـه    | البلد   | الفريق           | ملاحظات |
| ------- | ------------ | ------- | ---------------- | ------- |
| الأول   | سيلفيا نيد   | ألمانيا | ألمانيا          |         |
| الثاني  | مارين ماينرت | ألمانيا | ألمانيا          |         |
| الثالث  | بيا سوندهاج  | السويد  | الولايات المتحدة |         |

### جائزة بوشكاش لأفضل هدف
| الترتيب | اللاعب                 | البلد  | النادي      | ملاحظات |
| ------- | ---------------------- | ------ | ----------- | ------- |
| الأول   | حميد ألتينتوب          | تركيا  | بايرن ميونخ |         |
| الثاني  | لينوس هالينيوس         | السويد | هاماربي     |         |
| الثالث  | جيوفاني فان برونكهورست | هولندا | هولندا      |         |

### فريق الفيفا/فيفبرو
| المركز | اللاعب            | المنتخب   | النادي            |
| ------ | ----------------- | --------- | ----------------- |
| GK     | إيكر كاسياس       | إسبانيا   | ريال مدريد        |
| DF     | مايكون            | البرازيل  | إنتر ميلان        |
| DF     | كارليس بويول      | إسبانيا   | برشلونة           |
| DF     | جيرارد بيكيه      | إسبانيا   | برشلونة           |
| DF     | لوسيو             | البرازيل  | إنتر ميلان        |
| MF     | أندريس إنييستا    | إسبانيا   | برشلونة           |
| MF     | تشافي             | إسبانيا   | برشلونة           |
| MF     | ويسلي سنايدر      | هولندا    | إنتر ميلان        |
| FW     | دافيد فيا         | إسبانيا   | فالنسيا / برشلونة |
| FW     | كريستيانو رونالدو | البرتغال  | ريال مدريد        |
| FW     | ليونيل ميسي       | الأرجنتين | برشلونة           |

### جائزة الرئاسية
- ديزموند توتو[1]

### جائزة اللعب النظيف
- منتخب هايتي تحت 17 سنة للسيدات[1]

## روابط خارجية
- France Football Official Ballon d'Or page